# سطم غنام جبوری
سطم الجبوری (۱ ژوئیه ۱۹۶۳–۲۱ ژوئن ۱۹۹۰) سروان ارتش عراق که در سال ۱۹۹۰ اقدام به کودتای نظامی علیه صدام حسین رئیس‌جمهور عراق کرد.

## زندگی
او در استان صلاح الدین، در ناحیه الشرقاط، در روستای سدیره به دنیا آمد. تحصیلات خود را در سال ۱۹۷۸ به پایان رساند و برای تحصیل خلبانی به دانشکده نیروی هوایی پیوست ولی آنرا رها کرد و به دوره افسری در گارد جمهوری پیوست. درجه ستوانی گرفت و به عنوان فرمانده شناسایی در گردان تانک مجد گارد جمهوری خدمت کرد. سپس به تیپ هشتم گارد جمهوری منتقل شد و درجات را طی کرد تا اینکه به درجه سروانی رسید و به عنوان دستیار فرمانده هنگ در هنگ آموزش مخابرات خدمت کرد.

## طرح کودتا
قرار بود در ۶ ژانویه ۱۹۹۰، روز تأسیس ارتش عراق در رژه نظامی که هر ساله در بغداد برگزار می‌شود، گروه با تانک، سلاح‌های خودکار و مسلسل در صحنه اصلی به صدام حسین و رهبران حزب و دولت شلیک کند و یک حکومت نظامی جدید ایجاد کند. اما یکی از اعضای نیروی مجری به آژانس امنیت ویژه آمده و جزئیات عملیات را به آژانس اطلاع‌رسانی می‌کند و نقشه کودتا فاش می‌شود و کلیه شرکت کنندگان در کودتا از جمله مأموران اطلاعاتی و مسئول بازرسی اسلحه دستگیر شدند. در ۳۱ خرداد ۱۳۶۹، دادگاه ویژه رهبران و اعضای کودتا را به مصادره اموال منقول و غیرمنقول و اعدام محکوم کرد.